# Rohrbach (Gemeinde Alland)
Rohrbach ist eine Rotte und Katastralgemeinde in der Marktgemeinde Alland in Niederösterreich. 
Der Ort liegt etwa 5 Kilometer südlich von Alland und ist nur über Gemeindestraßen erreichbar. In der Katastralgemeinde liegen auch die Rotten Steinfeld und Zobelhof sowie der Weiler Obermeierhof.

## Geschichte
Laut Adressbuch von Österreich waren im Jahr 1938 in Rohrbach ein Gastwirt und einige Landwirte ansässig.